# Сысерть (река)
Сысе́рть (в верховье Полдневая Сысерть) — река в Свердловской области, правый приток реки Исети, куда впадает в 524 км от её устья по правому берегу. Вытекает из Сысертского озера в заболоченной местности на границе Свердловской и Челябинской областей. Впадает в Исеть в районе Двуреченска.

## Этимология
Название реки Сысерть имеет финно-угорское происхождение и восходит к коми-зырянским словам си — «волос» и сьорт — «речная долина с густым еловым лесом», то есть си сьорт — «река с узкой залесённой долиной». В свою очередь по реке было названо поселение Сысерть.

## Общая информация
Длина от истока Полдневой Сысерти — 76 километров, площадь водосборного бассейна — 1250 км². Количество притоков протяжённостью менее 10 км — 33, их общая длина составляет 71 км. Количество озёр в бассейне — 13, их общая площадь — 11,3 км². Рельеф окружающей местности в верховьях горный (северная часть Каслинско-Сысертского хребта), далее равнинный. Среднегодовой расход воды в районе села Кашино (26 км от устья) составляет 4,55 м³/с (данные наблюдений с 1941 по 1948 год).

## Притоки
Наиболее крупный приток Северная Сысерть — левый, впадает в Верхнесысертский пруд. Далее реки Глубокая — впадает справа за Верхней Сысертью, Чёрная (слева), Габиевка (справа), обе впадают в районе Сысерти и Каменка (слева) в селе Кашино. Имеется и ряд более мелких притоков.

## Данные водного реестра
По данным государственного водного реестра России река Сысерть относится к Иртышскому бассейновому округу, речной бассейн — Иртыш, речной подбассейн — Тобол (российская часть бассейна), водохозяйственный участок — Исеть от города Екатеринбурга до впадения реки Течи.

## Населённые пункты
На реке расположено большое количество населённых пунктов, крупнейшие из них:
- Верхняя Сысерть
- Сысерть
- Кашино
- Двуреченск

## Галерея

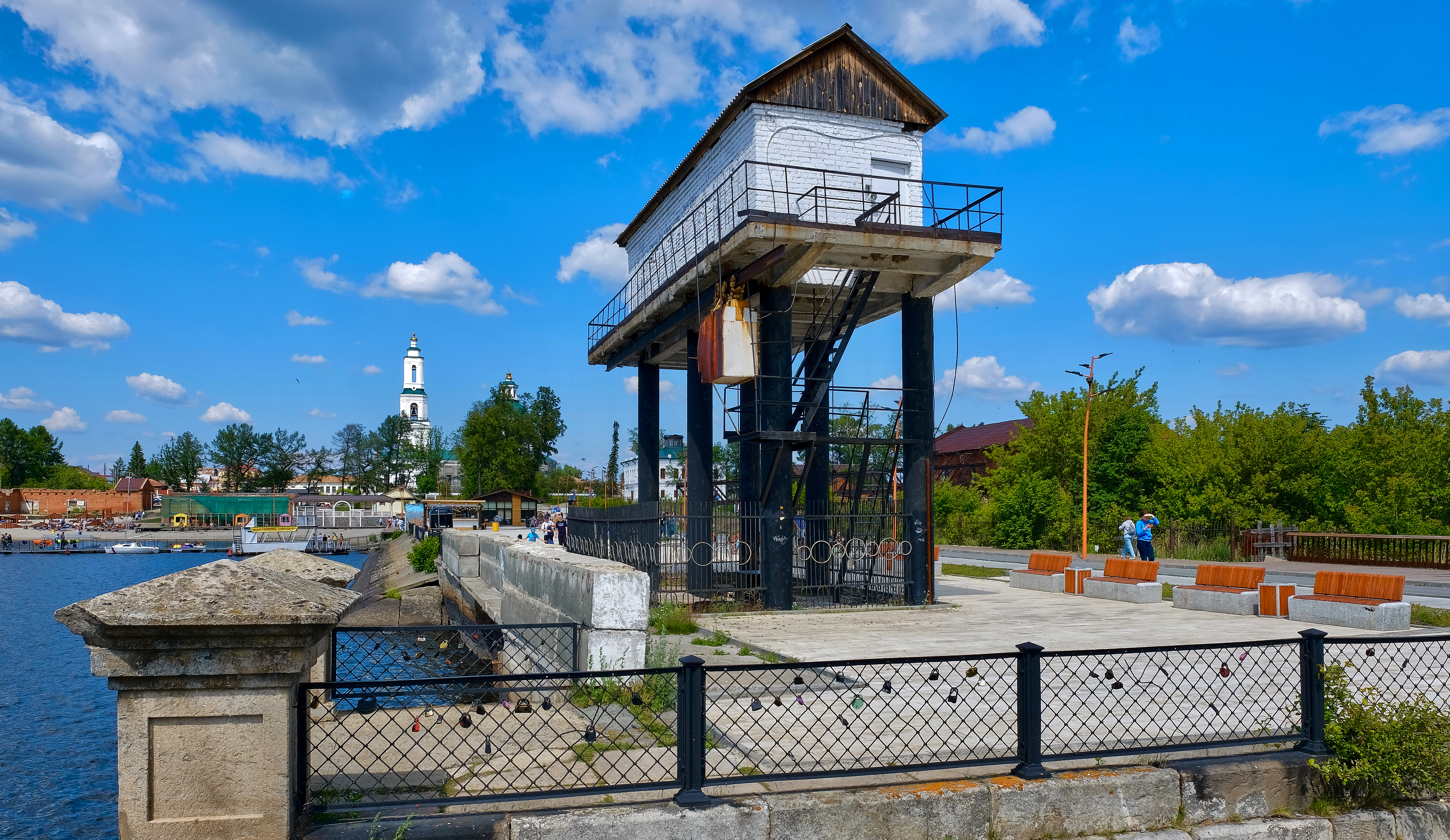
Плотина Сысертского завода
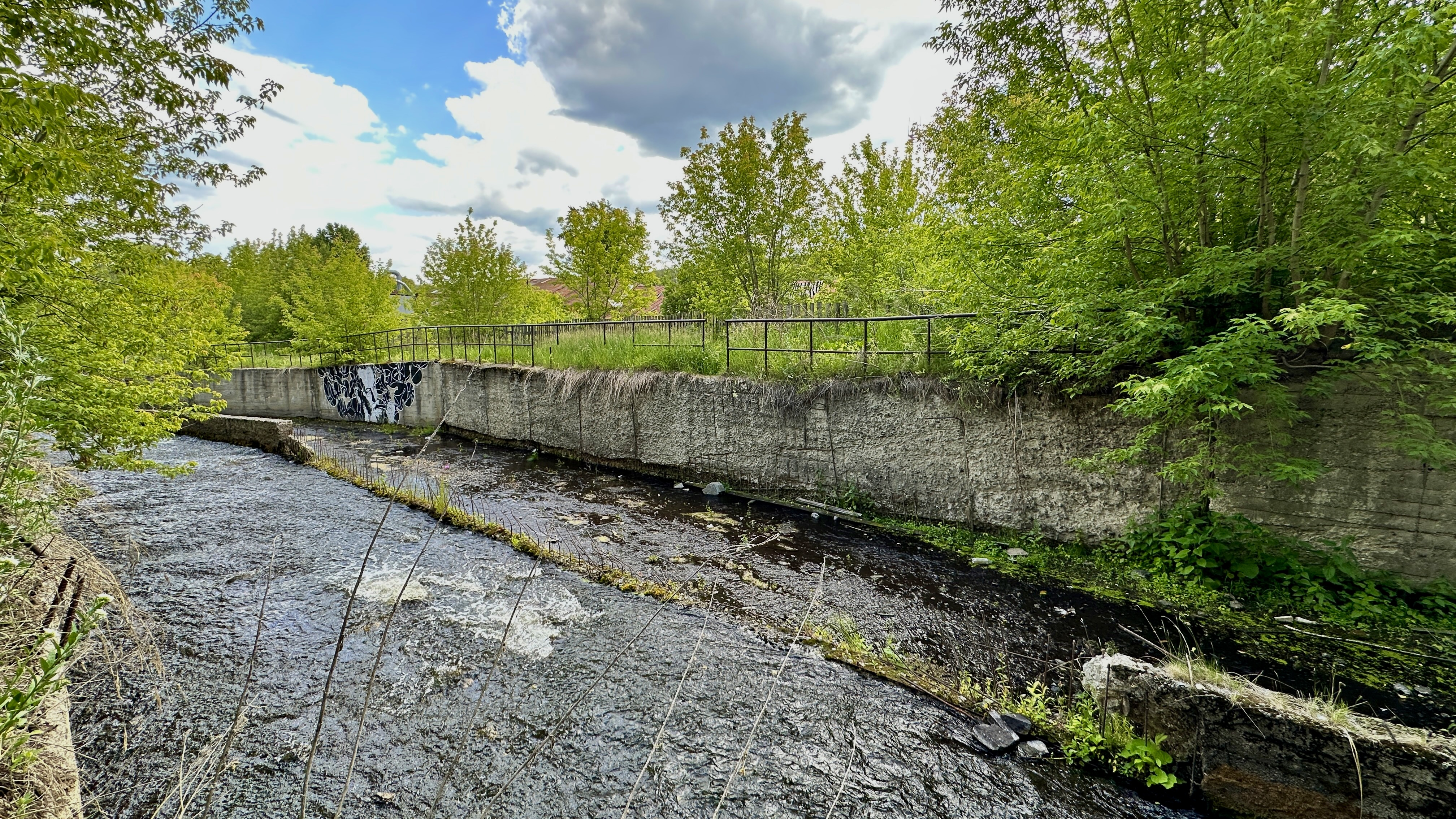
Слив плотины Сысертского завода
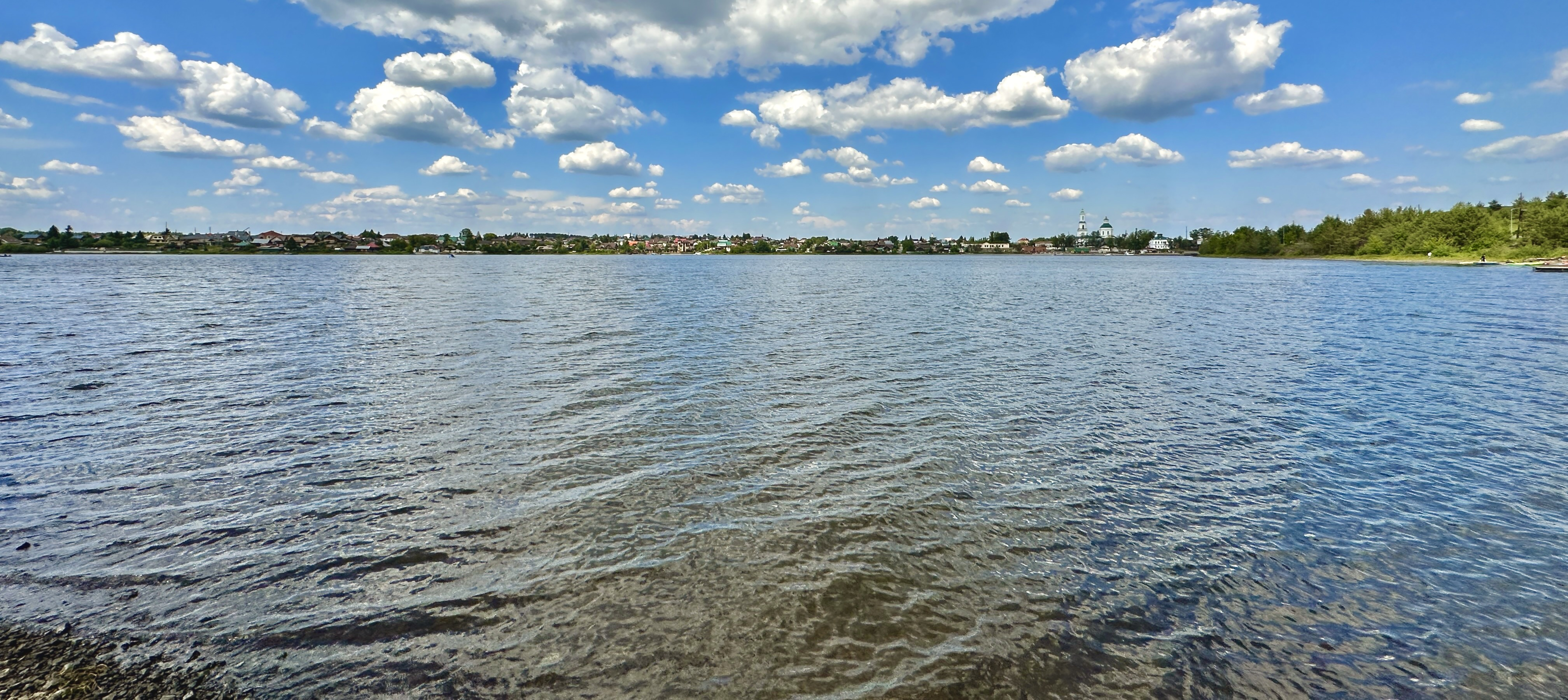
Сысертский пруд
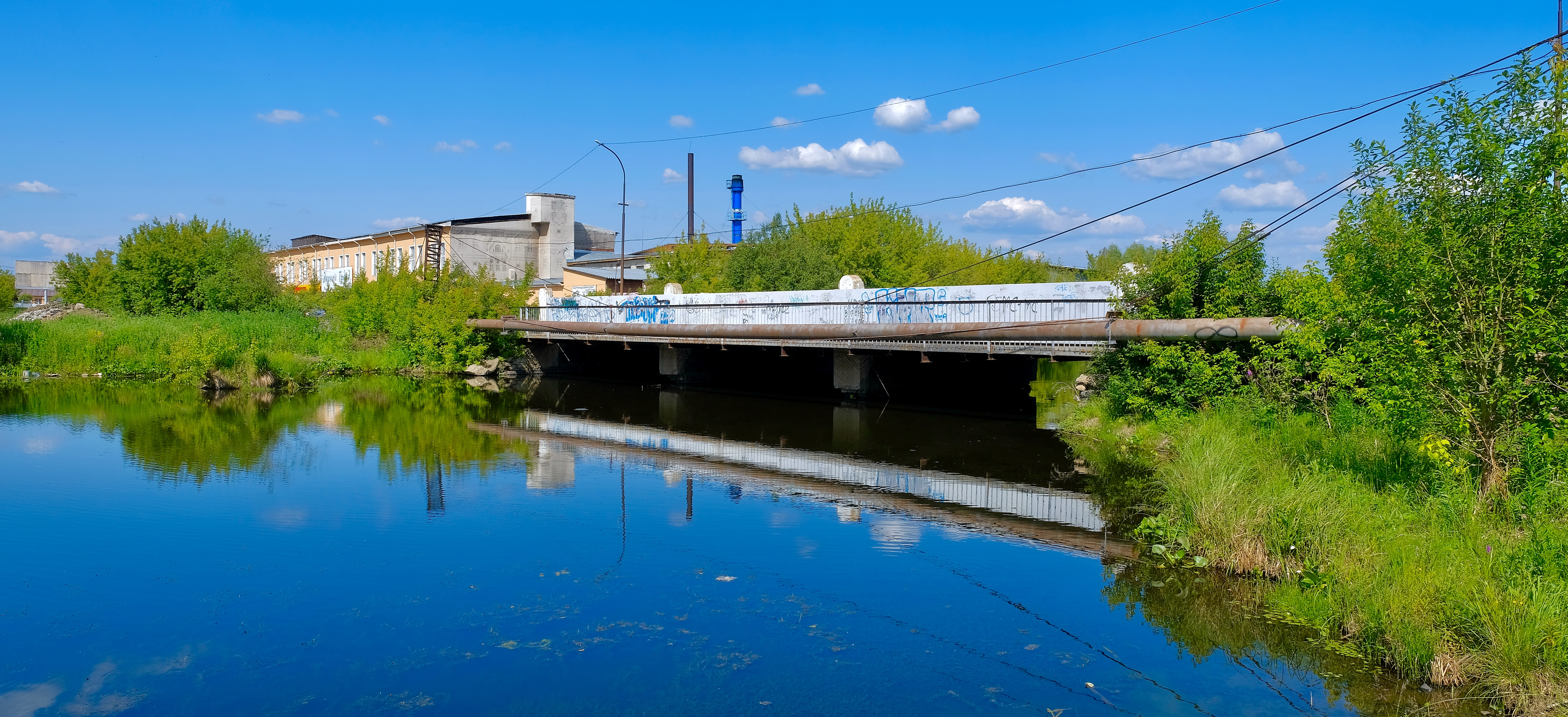
Мост на улице Энгельса в Сысерти
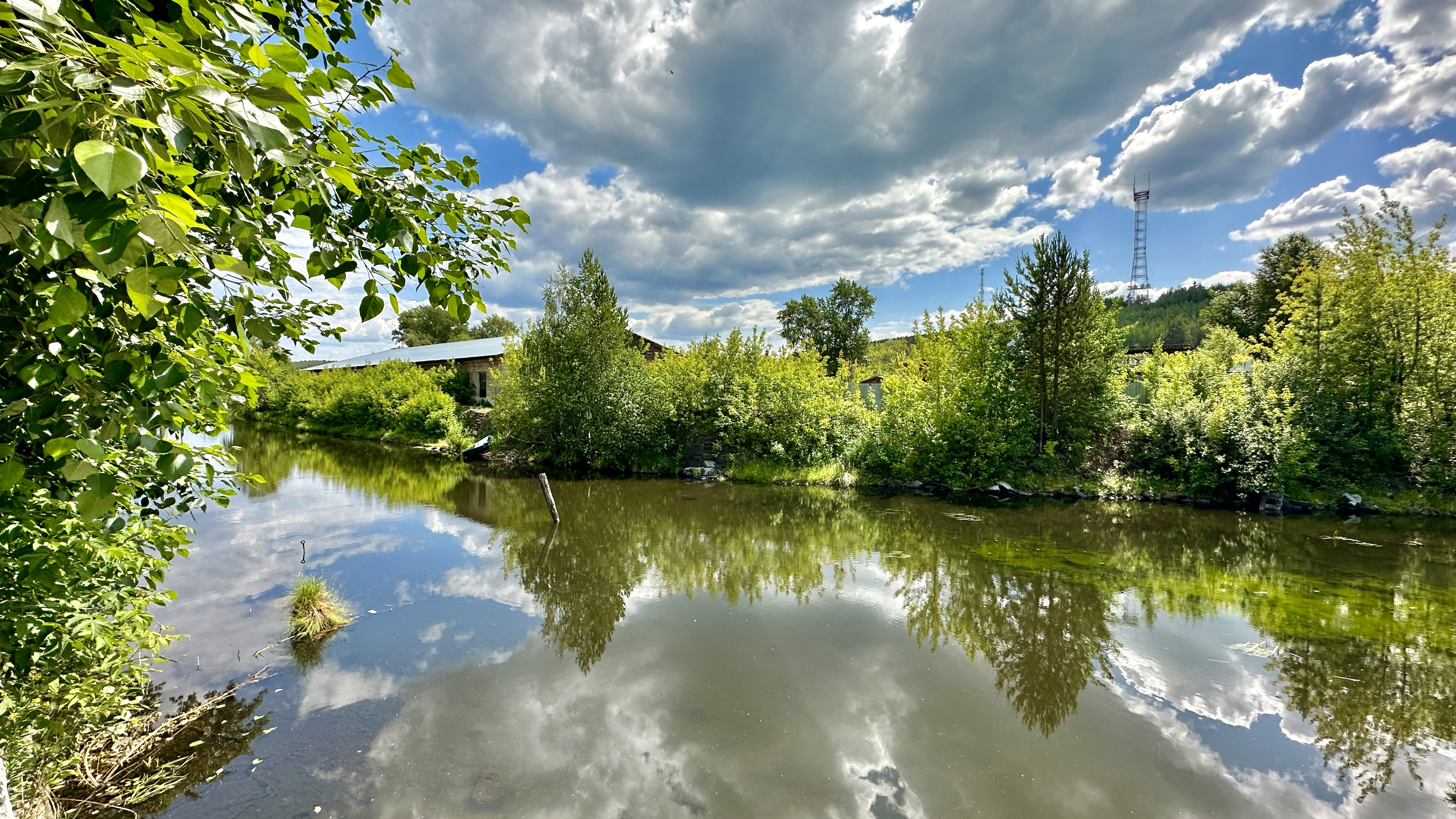
Вид с территории Сысертского железоделательного завода
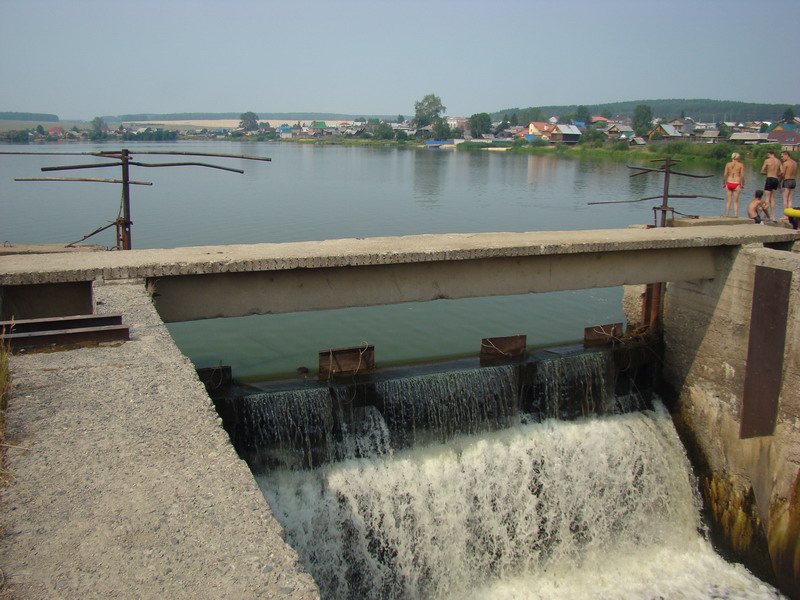
Плотина в Черданцево